# Sheileen Waibel
Sheileen Waibel (* 3. Jänner 2001 in Hohenems) ist eine österreichische Sportschützin. Bei den Europaspielen 2023 in Polen gewann sie die Silbermedaille im Mixed-Team-Bewerb, bei den Schieß-Weltmeisterschaften 2023 in Baku holte sie Bronze im Kleinkaliber-liegend-Team-Bewerb.

## Leben
Sheileen Waibel vom SG Hohenehms (Kleinkaliber) und USG Altach (Luftgewehr) trainiert bei Wolfram Waibel junior bzw. Christian Planer und Wolfram Waibel senior (Nationaltrainer), seit 2015 nimmt sie an Wettbewerben im Sportschießen teil. Zum Schießsport kam sie durch ihren Vater Wolfram Waibel junior, im Alter von 13 Jahren begann sie regelmäßig zu trainieren.
2021 wurde sie erstmals Österreichische Staatsmeisterin, 2022 folgten zwei weitere Staatsmeistertitel. Ebenfalls 2022 wurde sie gemeinsam mit Thomas Mathis im Mixed-Team-Bewerb Europameisterin in der Disziplin Kleinkaliber liegend. Bei den Europaspielen nahm sie 2023 für Österreich teil, gemeinsam mit Andreas Thum gewann sie die Silbermedaille im 50-m-Dreistellungskampf (Kleinkaliber) im Mixed-Team-Bewerb. Bei den Schieß-Weltmeisterschaften 2023 in Baku holte sie gemeinsam mit Nadine Ungerank und Rebecca Köck Bronze im Kleinkaliber-liegend-Team-Bewerb.
Bei den Europameisterschaften 2025 am Olympia-Wettkampfort Châteauroux in Frankreich eroberte sie im Juli 2025 die Team-Goldmedaille der Kategorie 50-m-Kleinkalibergewehr liegend gemeinsam mit Nadine Ungerank und Olivia Hofmann.
Waibel ist Leistungssportlerin beim Österreichischen Bundesheer.